# سیارک ۵۶۸۶
سیارک ۵۶۸۶ (به انگلیسی: 5686 Chiyonoura، نامگذاری:1990YQ) پنج هزار و ششصد و هشتاد و ششمین سیارک کشف شده‌است که در ۲۰ دسامبر ۱۹۹۰ کشف شد.
قدر مطلق سیارک برابر ۱۳٫۸۰ است.